# Seuneubok (Blang Mangat)
Seuneubok is een bestuurslaag in het regentschap Lhokseumawe van de provincie Atjeh, Indonesië. Seuneubok telt 531 inwoners (volkstelling 2010).